# (7586) Bismarck
(7586) Bismarck ist ein Asteroid des Hauptgürtels, der am 13. September 1991 von den deutschen Astronomen Lutz D. Schmadel und Freimut Börngen an der Thüringer Landessternwarte Tautenburg (IAU-Code 033) entdeckt wurde.
Der Asteroid wurde am 8. August 1998 zu Ehren des deutschen Politikers und Reichskanzlers des Deutschen Reiches Otto von Bismarck (1815–1898) benannt, der von 1871 bis 1890 erster Reichskanzler des Deutschen Reiches, dessen Gründung er maßgeblich vorangetrieben hatte, war. Bismarck gilt als Vollender der deutschen Einigung und als Begründer des Sozialstaates der Moderne.
Der Himmelskörper gehört zur Dora-Familie, einer Gruppe von Asteroiden, die nach (668) Dora benannt ist.